# Авдиевский, Анатолий Тимофеевич
Анато́лий Тимофе́евич Авдие́вский (укр. Анатолій Тимофійович Авдієвський; 16 августа 1933 — 24 марта 2016) — советский, украинский хоровой дирижёр, композитор, педагог. Герой Украины (2003). Народный артист СССР (1983). Лауреат Государственной премии СССР (1978).

## Биография
Родился 16 августа 1933 года в селе Федвар (ныне — Подлесное Кропивницкого района Кировоградской области Украины).
В 1953 году окончил дирижёрско-хоровое отделение Одесского музыкального училища (ныне Одесское училище искусств и культуры имени К. Ф. Данькевича), в 1958 — Одесскую консерваторию имени А. В. Неждановой (ныне Одесская государственная музыкальная академия имени А. В. Неждановой), учился у Д. С. Загрецкого и К. К. Пигрова.
В 1951—1958 годах — учитель музыки и пения общеобразовательной школы № 58, руководитель хоровых коллективов Одессы.
В 1958—1963 годах — основатель, художественный руководитель и главный дирижёр Полесского ансамбля песни и танца «Ленок» (Житомир). Преподавал хоровое дирижирование в Житомирском музыкальном училище имени В. С. Косенко.
В 1963—1966 годах — художественный руководитель и главный дирижёр Черкасского народного хора.
С 1966 года — художественный руководитель, главный дирижёр, генеральный директор Национального заслуженного академического украинского народного хора им. Г. Г. Верёвки.
Гастролировал с хором по городам СССР и за рубежом (более 50 стран).
Главный дирижёр-постановщик Певческих полей Украины, сводных хоров.
В 1972—1976 годах — преподаватель по классу хорового дирижирования Киевской консерватории им. П. И. Чайковского (ныне Национальная музыкальная академия Украины имени П. И. Чайковского). В 1973—1980 годах — старший преподаватель кафедры академического хорового пения и дирижирования Киевского института культуры им. А. Корнейчука (ныне Киевский национальный университет культуры и искусств). С 1980 — преподаватель, с 1986 года — профессор, заведующий кафедры методики музыкального воспитания, пения и хорового дирижирования Киевского педагогического института им. М. Горького (ныне Национальный педагогический университет имени М. П. Драгоманова). С 2003 года — основатель и руководитель Института искусств Национального педагогического университета им. М. Драгоманова.
Руководитель Всеукраинских семинаров руководителей хоров, председатель жюри Всеукраинских хоровых конкурсов имени Н. Д. Леонтовича.
С 1990 года — председатель Музыкального общества Украины (с 1995 — Всеукраинский музыкальный союз). С 1995 года — президент Национального музыкального Комитета Украины Международного музыкального совета ЮНЕСКО.
Член Комитета по Национальной премии Украины имени Т. Г. Шевченко (09.1996—09.1999).
Член КПСС с 1966 года.
Умер 24 марта 2016 года в Киеве. Похоронен на Байковом кладбище.

### Семья
- Жена (с 1963) — Майя Пантелеймоновна.
- Дочь Оксана
- Сын Тимофей
- Внук Максим
- Внучка Анастасия

## Награды и звания
- Герой Украины (с вручением ордена Державы, 2003 — за самоотверженное служение Украине на ниве возрождения национальной культуры, сохранения и развития народного песенного наследия, многогранную творческую деятельность)[5]
- Заслуженный деятель искусств Украинской ССР (1967)
- Народный артист Украинской ССР (1975)
- Народный артист СССР (1983)
- Государственная премия СССР (1978) — за концертные программы 1974—1976 годов[6]
- Государственная премия Украинской ССР им. Т. Г. Шевченко (1968) — за создание высокохудожественных концертных программ хора
- Орден князя Ярослава Мудрого V степени (2008)[7]
- Орден князя Ярослава Мудрого IV степени (2013)[8]
- Орден Октябрьской Революции (1986)
- Орден Трудового Красного Знамени (1974)
- Медаль «В память 1500-летия Киева»
- Почётная грамота Президиума Верховного Совета Украинской ССР
- Почётные грамоты Верховных Советов БССР, ЭССР, КазССР, РСФСР, ТаджССР, УзССР
- Почётная грамота Кабинета Министров Украины (1998)
- Действительный член (академик) АПН Украины (1995)
- Действительный член (академик) АИ Украины (1996)
- В Киеве на Аллее звёзд возле Пассажа (ул. Крещатик, № 15) установлена звезда А. Т. Авдиевского.

## Творчество
Автор сочинений большой формы, сюит, обработок украинских народных песен, а также русских, польских, чешских, испанских, бразильских, корейских.
Хормейстер оперы «Когда цветёт папоротник» и оратории «Чёрная элегия» Е. Станковича.

### Сочинения
- хоры: «На ланах барвистих» (1958, слова Д. Луценко), «Ой на горі ясени» (1965, слова народные), «Привітальна-хороводна» (1965, слова М. Негоды), «Ода Києву» (1966), «Не громи в степах гудуть» (1968, слова Д. Луценко), «Над широким Дніпром» (слова В. Лагоди) и др.
- обработки:
  - украинские народные песни: «Цвіте терен» (1958), «Ой там за лісочком» (1958), «На поточку прала» (1958), «Гандзя» (1961), «Чуєш, брате мій» (1965), «Діброва зелена» (1967), «Думи мої, думи» (1981, слова Т. Шевченко);
  - песни народов мира: «Вот мчится тройка почтовая» (1958, русская), «Край Омера вище Сараєво» (1965, хорватская), «Аріан» (1966, корейская), «Світанкова» (1967, мексиканская), «Кукуруку Палома» (мексиканская), «Степная душа» (венесуэльская) и др.[9]